# Westheim (Rosengarten)

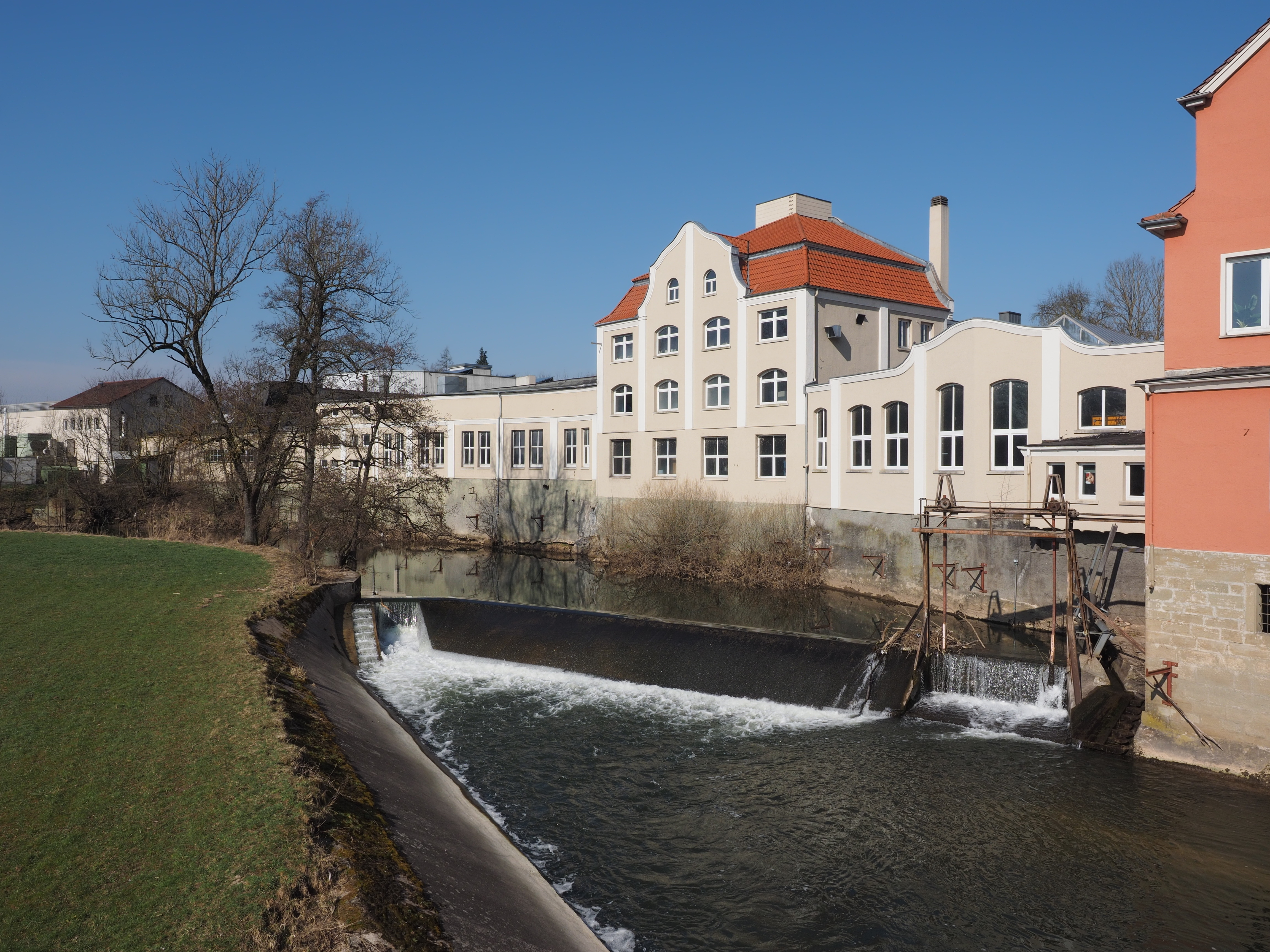
Kocherwehr am Südrand von Westheim mit Fabrik am dorfseitigen Flussufer

Westheim ist die älteste und heute größte Ortschaft der 1972 im Rahmen der Gemeindereform in Baden-Württemberg neu entstandenen Gemeinde Rosengarten.

## Geographische Lage
Westheim liegt nahe an der Mündung der hier südostwärts fließenden Bibers in den hier nordostwärts abfließenden Kocher am sich von etwa 310 m ü. NHN bis auf 380 m ü. NHN erhebenden Spornhang. Zwei recht kleine alte Siedlungskerne liegen am Hangfuß dem Kocher bzw. der Bibers zu, die Siedlungserweiterungen sind inzwischen bis auf die Hochebene hinaufgewachsen. Das Dorf wird von der Bundesstraße 19 von Schwäbisch Hall im Norden nach Gaildorf im Süden durchlaufen, zwischen den beiden Städten liegt es etwa in der Mitte.
Im Gebiet der Altgemeinde Westheim liegen außer dem namengebenden Dorf auch noch der Weiler Berghof auf dem Sporn, heute mit Westheim zusammengewachsen, sowie die Weiler Ziegelmühle und Vohenstein nahe beieinander jenseits der untersten Bibers.
Die Gemarkung erstreckt sich über die besiedelten und offenen Lagen an Tal, Talhängen und auf den Hügeln auch noch auf Wälder, südöstlich bis auf den 466,9 m ü. NHN hohen Mattelberg am Westrand der Limpurger Berge sowie besonders weit südwestlich über den Steinbühl (484,4 m ü. NHN) hinweg bis an den Fuß des Suhlbühls im südöstlichen Mainhardter Wald, wo der mit etwas über 495 m ü. NHN höchste Punkt der Gemarkung liegt. Die minimale Meereshöhe hat mit etwa 305 m ü. NHN der ganz im Norden ausfließende Kocher.

## Geschichte
Anlässlich der Schenkung von Gütern in Oberrot „im Kochergau in der Westheimer Gemarkung“ durch die Äbtissin Hiltisnot vom Kloster Baumerlenbach an das Kloster Lorsch wird Westheim 788 im Lorscher Codex erstmals urkundlich erwähnt. 1054 schenkte König Heinrich III. das Königsgut zu Westheim an das Kloster Murrhardt. Die Herren von Westheim sind von 1112 bis 1378 belegt und starben Ende des 14. Jahrhunderts aus. Die Grafen zu Westheim waren Nachkommen der Kochergaugrafen Maorlach und waren Gründer der Saline und Stifter der Kirche St. Katharina sowie der Jakobskirche samt Kloster zu Schwäbisch Hall.
Am 1. Januar 1972 wurden Westheim, Uttenhofen und Rieden aufgrund der Gebietsreform in Baden-Württemberg zur neuen Gemeinde Rosengarten zusammengeschlossen.